# Jump (Madonna)
"Jump" je pjesma američke pjevačice Madonne s njezinog desetog studijskog albuma Confessions on a Dance Floor. Napisali su je Madonna, Stuart Price i Joe Henry, i trebala je biti treći singl s albuma. Međutim, kao treći singl je izdana pjesma "Get Together", pa je "Jump" izdan 31. listopada 2006. kao četvrti i posljednji singl s albuma. Pjesma sadrži techno ritmove u čast Pet Shop Boysima. Govori o samopouzdanju za vrijeme traženja nove ljubavne veze.
Kritičari su pohvalili pjesmu i njenu temu. Uspoređivali su je s Madonninom glazbom iz 80-ih i hvalili kvalitetnu klupsku glazbu pjesme. Pjesma je uglavnom ulazila u Top 10 u Europi, dok se na vrh ljestvica popela u Italiji i Mađarskoj. U Sjedinjenim Državama je bila klupski hit, te se našla na vrhu nekoliko dance ljestvica. Madonna je u glazbenom videu nosila plavu periku i kožnu odjeću. Sniman je u Tokiju za vrijeme Confessions Tour 2006. Madonna pjeva ispred mnoštva neonskih znakova, sa scenama plesača koji izvode parkour. Sličan nastup je imala i na Confessions Tour gdje su plesači skakali po pozornici, dok je Madonna pjevala pjesmu.

## Pozadina i kompozicija
"Jump" je prvotno trebao biti treći singl s albuma. Međutim, pjesma "Get Together" je izabrana za treći singl i to isti dan kada je započela Madonnina Confessions Tour. Odluka je donesena na temelju činjenice da je pjesma "Get Together" bila treća najprodavanija digitalna pjesma s albuma. Do izlaska trećeg singla, "Get Together" je prodan u 20.000 digitalnih primjeraka doj je "Jump" u 9.000 primjeraka. Tako je "Get Together" bio izabran za treći singl. Časopis Billboard je 12. srpnja 2006. potvrdio da će pjesma "Jump" biti četvrti singl s Confessions on a Dance Floor.
Glazbeno gledajući, pjesma je inspiraciju pronašla u synthpopu osamdesetih. Uključuje i techno glazbu koja se može čuti u klubovima na Ibizi. Uvod u pjesmu odaje priznanje pjesmu "West End Girls" (1984) Pet Shop Boysa. Pjesma govori o samopoštovanju, vlastitoj snazi i potrebi da se stalno ide dalje u životu. Također, pjesma odmiče od prošli singlova i fokus prebacuje na samodostatnost. Taj prokret se najviše očituje u stihovima "I can make it alone". Tekst pjesme se uspoređuje s teksom Madonninog singla "Keep It Together" iz 1990. s albuma Like a Prayer. Ali razlika između te dvije pjesme je ta što "Jump" se više fokusira na potencijale nove ljubavi nego na obiteljsku vrijednost.

## Uspjeh pjesme
U Sjedinjenim Državama je singl bio namijenjen i time promoviran preko radio postaja koje su orijentirane na Adult Contemporary i Hot Adult Contemporary glazbu. Warner Bros. je imao želju utvrdit mjesto ove pjesme kao hita na ovakvim radio postajama prije nego što ju pošalje na Top 40 CHR radio postaje. Međutim, pjesma je dospjela na dvadeset i prvo mjesto ove ljestvice u tjednu 27. siječnja 2007. Pjesma je uključena i na filmsu glazbu za film Vrag nosi Pradu, te je imao minimalno emitiranje na CHR postajama. Kada je izdana na iTunesima, pjesma se počela penjati na Bubbling Under Hot 100 Singles te došla na peto mjesto, ali očekivalo se da će ući na glavnu Billboard Hot 100 ljestvicu, što se nije dogodilo. Ovo je bio Madonnin trideset i sedmi broj 1 na Hot Dance Club Play ljestvici. Također, ovo je bio Madonnin sedmi broj 1 singl na Hot 100 Singles Sales. Prodano je 31.000 digitalnih i 8.000 fizičkih primjeraka singla. Ovo je bio četvrti uzastopni Madonnin broj 1 singl na Hot Dance Airplay ljestvici.
U Ujedinjenom Kraljevstvu je pjesma debitirala na broju 59., a vrhunac je dosegla sljedeći tjedan kada se popela na deveto mjesto, što je bio Madonnin četvrti Top 10 singl s Confessions on a Dance Floor. U Australiji je pjesma debitirala na 23. mjestu, što je ostala najviša pozicija. U Italiji je ovo bio treći broj 1 singl s albuma, a unutar prvih deset je ostao trinaest tjedana. U Eurpi je singl dospio unutar Top 10 u Danskoj, Finskoj, Nizozemskoj, Španjolskoj, a u Top 40 u ostalim zemljama poput Austrije, Belgije, Njemačke, Irske, Švedske i Švicarske.

## Formati singla
| - Britanski i Europski CD singl 1. "Jump" (Album Version) — 3:59 2. "Jump" (Extended Album Version) — 5:09 - Britanski CD singl 2 1. "Jump" (Radio Edit) — 3:22 2. "Jump" (Junior Sanchez's Misshapes Mix) — 6:49 3. "History" — 5:55* - Američki i Europski 2x12" vinyl 1. "Jump" (Jacques Lu Cont Mix) — 7:47 2. "Jump" (Album Version) — 3:59 3. "Jump" (Extended Album Version) — 5:09 4. "Jump" (Axwell Remix) — 6:38 5. "Jump" (Junior Sanchez's-Misshapes Mix) — 6:49 6. "History" — 5:54 7. "Jump" (Radio Edit) — 3:22 | - Američki i Kanadski Maxi-CD 1. "Jump" (Radio Edit) — 3:22 2. "Jump" (Jacques Lu Cont Mix) — 7:47 3. "Jump" (Axwell Remix) - 6:38 4. "Jump" (Junior Sanchez's-Misshapes Mix) — 6:49 5. "Jump" (Extended Album Version) — 5:09 6. "History" — 5:55* - Britanski 12" picture vinyl 1. "Jump" (Jacques Lu Cont Mix) — 7:47 2. "Jump" (Extended Album Version) — 5:09 3. "History" — 5:54 |

## Službene verzije
- Album Version (Mixed) (3:42)
- Unmixed Album Version  (3:58)
- Edit/Radio Edit (3:22)
- Extended Album Version/Extended Version (5:09)
- Jacques Lu Cont Mix (7:47)
- Jacques Lu Cont Edit (5:20)
- Axwell Remix (6:36)
- Axwell Remix Edit (4:45)
- Junior Sanchez's Misshapes Mix (6:49)
- Junior Sanchez's Misshapes Mix Edit (4:49)
- Confessions Tour (Live CD) (4:53)

## Uspjeh na ljestvicama
| Ljestvica                           | Pozicija |
| ----------------------------------- | -------- |
| Australija                          | 29       |
| Austrija                            | 20       |
| Belgija (Flandrija)                 | 18       |
| Belgija (Valonija)                  | 27       |
| Danska                              | 7        |
| Europa                              | 19       |
| Finska                              | 2        |
| Irska                               | 19       |
| Italija                             | 1        |
| Kanada                              | 7        |
| Mađarska                            | 1        |
| Nizozemska                          | 5        |
| Njemačka                            | 23       |
| Španjolska                          | 3        |
| Švedska                             | 40       |
| Švicarska                           | 21       |
| Ujedinjeno Kraljevstvo              | 9        |
| US Billboard Bubbling Under Hot 100 | 5        |
| US Billboard Hot Dance Club Play    | 1        |
| US Billboard Hot Dance Airplay      | 1        |
| US Billboard Hot Singles Sales      | 1        |

| Prethodnik:             | Italija broj 1 singl (3. studenoga 2006. - 10. studenoga 2006.) | Nasljednik:                              |
| "Martyr" (Depeche Mode) | Italija broj 1 singl (3. studenoga 2006. - 10. studenoga 2006.) | "The Saints Are Coming" (U2 & Green Day) |

| Prethodnik:            | Mađarska broj 1 singl (11. prosinca 2006. - 22. siječnja 2007.) | Nasljednik:               |
| "Unfaithful" (Rihanna) | Mađarska broj 1 singl (11. prosinca 2006. - 22. siječnja 2007.) | "Irreplaceable" (Beyonce) |

| Prethodnik:                              | U.S. Billboard Hot Dance Airplay broj 1 singl (11. studenoga 2006. - 9. prosinca 2006.) | Nasljednik:                   |
| "What A Feeling" (Peter Luts & Dominico) | U.S. Billboard Hot Dance Airplay broj 1 singl (11. studenoga 2006. - 9. prosinca 2006.) | "My Love" (Justin Timberlake) |

| Prethodnik:         | U.S. Billboard Hot Dance Club Play broj 1 singl (18. studenoga 2006. - 25. studenoga 2006.) | Nasljednik:                                |
| "Hard" (Africanism) | U.S. Billboard Hot Dance Club Play broj 1 singl (18. studenoga 2006. - 25. studenoga 2006.) | "Fucking Boyfriend" (The Bird and the Bee) |

## Datum izdavanja singla
|            | Datum               |
| ---------- | ------------------- |
| Kanada     | 31. listopada 2006. |
| Italija    | 3. studenog 2006.   |
| Nizozemska | 3. studenog 2006.   |
| UK         | 6. studenog 2006.   |
| Europa     | 6. studenog 2006.   |
| SAD        | 7. studenog 2006.   |
| Njemačka   | 10. studenog 2006.  |
| Austrija   | 10. studenog 2006.  |
| Švicarska  | 10. studenog 2006.  |